# Catedral Ortodoxa da Santíssima Trindade (Pireu)

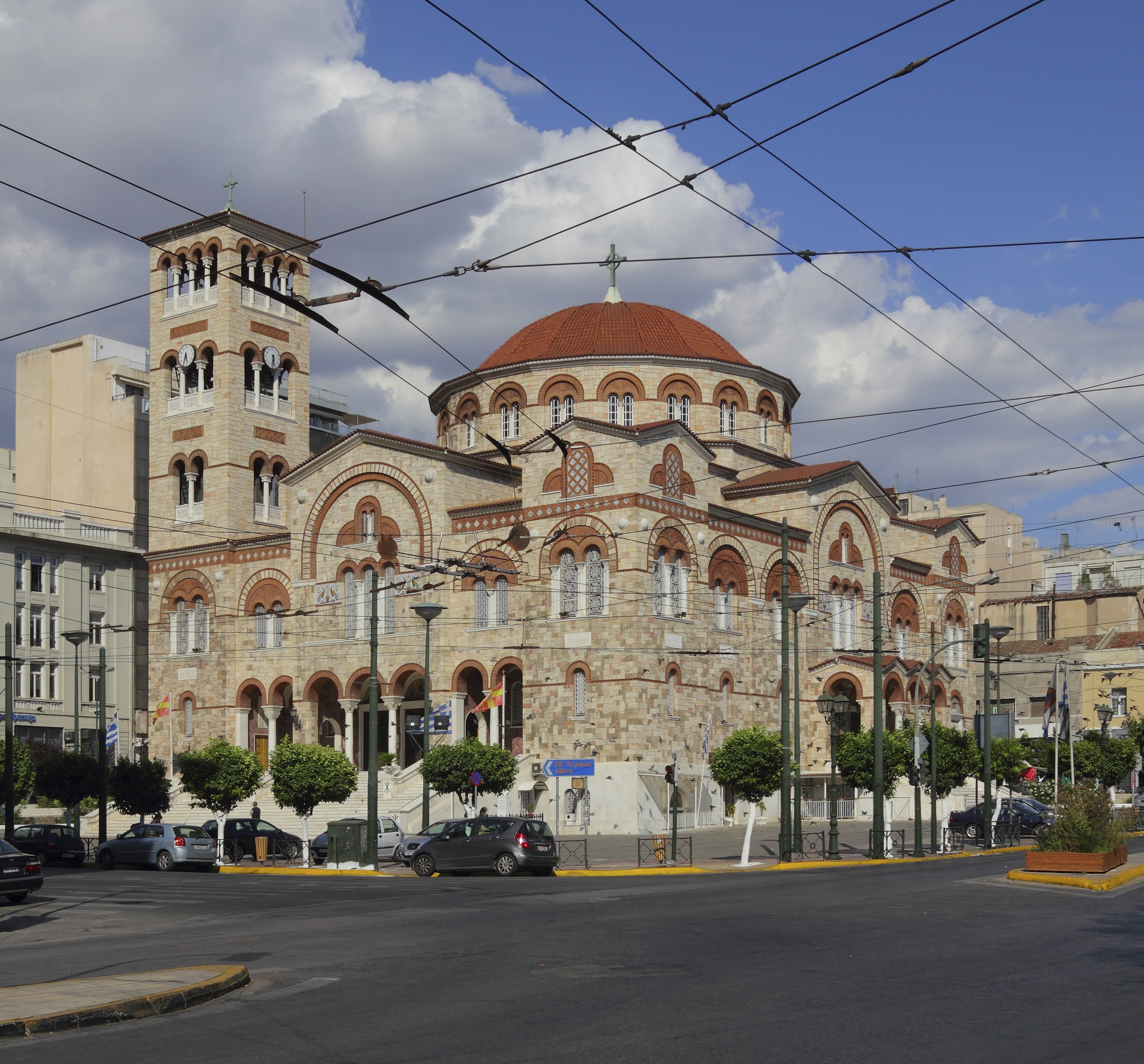
Cathedral Hagia Triada

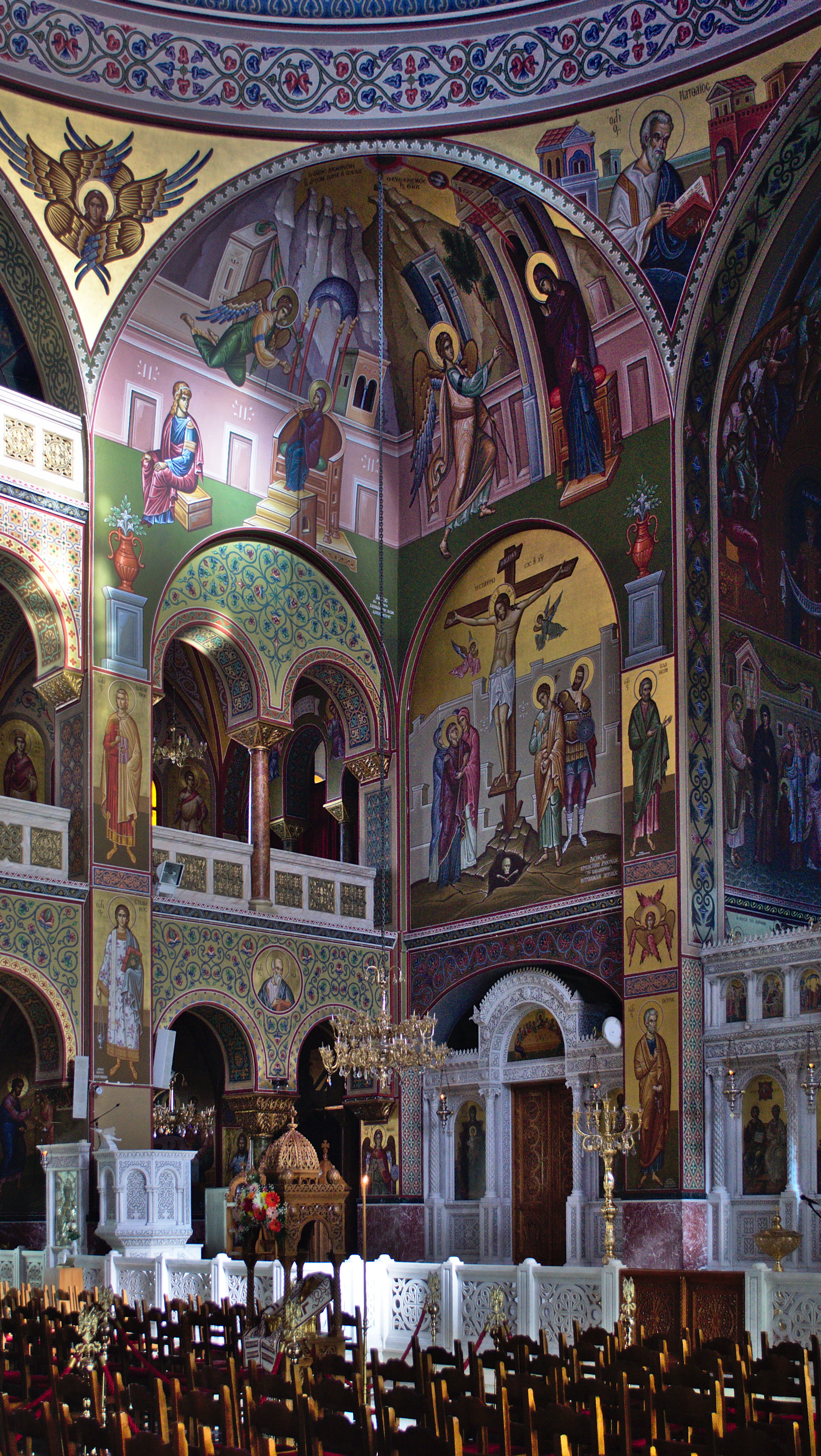
Interior da Hagia Triada

A Catedral de Hagia Triada ("Santíssima Trindade"; em grego: Ιερός Καθεδρικός Ναός Αγίας Τριάδος; romaniz.: Sagrado Templo da Catedral da Santíssima Trindade) é uma Igreja grega ortodoxa na cidade de Piraeus, na Grécia. A maior igreja da sua comunidade, Hagia Triada é a catedral e sede metropolitana do Santo Metropole de Pireu. O edifício atual, tal como se encontra hoje, foi construído em 1979, apesar de ter sido construída uma igreja nesse local pela primeira vez em 1839.